# Biekasowo-Sortirowocznoje (przystanek kolejowy)
Biekasowo-Sortirowocznoje (ros. Бекасово-Сортировочное) – przystanek kolejowy w miejscowości Moskwa, w Rosji. Położony jest na Wielkim Pierścieniu Kolei Moskiewskiej, w obrębie stacji Biekasowo-Sortirowocznoje.